# Hy Thành Trai
Trương lão phu (張老夫; ? – ?), không rõ tên, hiệu Hy Thành Trai (希誠齋), là một nhà thơ, nhà văn, dịch giả Việt Nam thời nhà Nguyễn.

## Tiểu sử
Hy Thành Trai quê ở xã Đông Kết, tổng Đông Kết, huyện Đông An, phủ Khoái Châu, tỉnh Hưng Yên (nay là xã Đông Kết, huyện Khoái Châu, tỉnh Hưng Yên), chưa rõ năm sinh, năm mất. Căn cứ vào niên đại được ghi trong các tác phẩm của ông, các nhà nghiên cứu ước đoán rằng ông sống vào thời hai vua Thiệu Trị (1841–1847) và Tự Đức (1847–1883) nhà Nguyễn.
Hy Thành Trai không đỗ đạt khoa cử, cũng không ra làm quan lại bằng những con đường khác mà chỉ làm thầy đồ dạy học ở trường làng. Trong cuộc đời dạy học của mình, ông sáng tác nhiều thơ, văn và biên soạn, biên dịch sách dạy học. Ông thường tự dịch thơ chữ Hán của bản thân ra chữ Nôm, đây được xem là một trường hợp hiếm thấy ở Việt Nam.

## Tác phẩm
- Long ngâm thi tập: 14 bài thơ Nôm, 1 bài phú Nôm.
- Quốc âm văn sách: 2 bài văn sách bằng chữ Nôm, 5 bài thơ.
- Tân soạn Tam tự kinh đồng tập sách văn (撰三字經童習策文)[2] : 2 bài văn sách, 1 bài châm, 2 bài thơ lấy ý và trích câu từ sách Tam tự kinh.

Bài thơ Vịnh xỉ lạc của Hy Thành Trai có khả năng được người đương thời (thường được cho là Nguyễn Đăng Hành hoặc Nguyễn Hàm Ninh) mượn câu đầu để sáng tác bài Xỉ giảo thiệt (Rắn cắn lưỡi), dùng để châm biếm hành động hại anh trai Hồng Bảo của vua Tự Đức.